# 中華民國駐孟買總領事列表
本列表為中華民國駐印度的马哈拉施特拉邦首府孟买歷任領事與處長名錄。

## 邦交時期
1949年12月30日，印度自治领與中華民國斷交，1950年1月10日，中華民國駐印度使領館相繼關閉。

## 無邦交時期

### 代表機構
2023年7月5日，中華民國於孟買設立駐孟買臺北經濟文化辦事處。2024年10月16日，正式揭牌運作。

### 歷任處長（2023年至今）
| 姓名   | 任命      | 到任      | 免職 | 離任 | 外交銜級 對外名義 | 外交職務 本職職務 | 備註     | 備註 |
| ------ | --------- | --------- | ---- | ---- | ----------------- | ----------------- | -------- | ---- |
| 張均宇 | 2023年7月 | 2023年9月 |      | 現任 | 處長              | 總領事            | [ 註 2 ] |      |

## 外部連結
- 駐孟買臺北經濟文化辦事處